# Bittacus
Genre
Bittacus est un genre d'insectes de l'ordre des mécoptères, de la famille des Bittacidae.

## Liste des espèces
Selon Fauna Europaea (15 juill. 1014), seules espèces européennes :
- Bittacus hageni
- Bittacus italicus

Selon BioLib (15 juill. 1014) :
- Bittacus chlorostigma MacLachlan, 1881
- Bittacus eremus Lambkin, 1988
- Bittacus hageni Brauer, 1860
- Bittacus italicus (O.F. Müller, 1766)
- Bittacus occidentis Walker, 1853
- Bittacus pilicornis Westwood, 1846
- Bittacus punctiger Westwood, 1846
- Bittacus stigmaterus Say, 1823
- Bittacus strigosus Hagen, 1861
- Bittacus texanus Banks, 1908